# Stadion Naprzodu Rydułtowy
Stadion Naprzodu Rydułtowy – stadion sportowy w Rydułtowach, w Polsce. Może pomieścić 5500 widzów. Swoje spotkania rozgrywają na nim piłkarze klubu Naprzód Rydułtowy.
Pojemność stadionu w Rydułtowach wynosi 5500 widzów, z czego 3500 miejsc jest siedzących. Główna trybuna obiektu jest zadaszona. W latach 1991–1999 stadion gościł występy Naprzodu Rydułtowy w II lidze. 25 marca 1992 roku na stadionie rozegrano mecz reprezentacji Polski „B” z Litwą. Polacy wygrali 2:0 po bramkach Ryszarda Krausa i Andrzeja Lesiaka. Spotkanie to oglądało z trybun 1000 widzów. Federacja litewska uznaje ten mecz jako oficjalny, ponieważ reprezentacja Litwy wystąpiła w tym spotkaniu w najsilniejszym składzie. Ponadto na obiekcie trzykrotnie zagrała także reprezentacja Polski do lat 21: 17 maja 1994 roku z Austrią (0:0), 6 czerwca 1995 roku ze Słowacją (1:0) oraz 5 września 1995 roku z Rumunią (3:3).